# Coccomyces agathidicola
Coccomyces agathidicola är en svampart som beskrevs av Spooner 1990. Coccomyces agathidicola ingår i släktet Coccomyces och familjen Rhytismataceae.   Inga underarter finns listade i Catalogue of Life.